# Astridia hillii
Astridia hillii är en isörtsväxtart som beskrevs av L. Bol. Astridia hillii ingår i släktet Astridia och familjen isörtsväxter. Inga underarter finns listade i Catalogue of Life.